# Indología
La indología es el estudio académico de los idiomas, textos, historia y culturas del subcontinente indio, y como tal se identifica sobre todo con la filología y forma serie en general con los estudios asiáticos. La indología también se conoce como «estudios índicos» o «estudios indios» o «estudios del sur de Asia», aunque los especialistas a veces superponen parcialmente estos términos.
La indología generalmente no incluye el estudio de la economía actual o la política contemporánea del Sur de Asia.

## Visión general
La indología se superpone hasta cierto punto con otras áreas de estudio:
- antropología cultural
- sociología
- estudios culturales
- lingüística histórica
- filología
- crítica textual
- historia de la literatura
- historiografía
- filosofía
- estudio de las religiones del Sur de Asia
  - religión védica
  - el shivaísmo (una versión del hinduismo) 
  - el visnuismo (una versión del hinduismo) 
  - el jainismo
  - el budismo
  - el sijismo
- las religiones folclóricas y tribales, etc.,
- formas nativas de religiones foráneas
  - cristianismo
  - islamismo
  - judaísmo
  - zoroastrismo

Finalmente puede incluir el estudio de las ciencias, las artes, la arquitectura, la agricultura (vṛiksāyurveda), artes marciales, etc. del Sur de Asia.

## Historia
Los comienzos de la indología se pueden datar en el antropólogo e historiador persa Abu Raiján al-Biruni (973-1048).
En su Kitab fi Tahqiq ma l'il-Hind (investigaciones sobre India), no sólo registró la historia política y militar de India, sino también aspectos científicos, culturales, religiosos y sociales de India en detalle.
También fue el primero en estudiar la antropología de India.
A principios del siglo XVIII, aparecieron pioneros como Henry Thomas Colebrooke o August Wilhelm Schlegel, pero la indología como cátedra académica surgió en el siglo XIX, en el contexto de la India Británica, junto con los estudios asiáticos en general, en consonancia con el orientalismo romántico de la época.

## Literatura profesional y asociaciones
Los indólogos generalmente asisten a conferencias en asociaciones como
la American Association of Asian Studies,
la conferencia anual de la American Oriental Society,
la World Sanskrit Conference, y 
encuentros a nivel nacional en Reino Unido, Alemania, India, Japón, Francia y en otros lugares.
Rutinariamente leen y escriben en revistas especializadas, entre otras:
- Indo-Iranian Journal, ,
- Journal of the Royal Asiatic Society ,
- Journal of the American Oriental Society  Archivado el 9 de abril de 2015 en Wayback Machine.,
- Journal asiatique ,
- the Journal of the German Oriental Society (ZDMG) ,
- Wiener Zeitschrift für die Kunde Südasiens ,
- Journal of Indian Philosophy ,
- Annals of the Bhandarkar Oriental Research Institute,
- Journal of Indian and Buddhist Studies (Indogaku Bukkyogaku Kenkyu)
- Bulletin de l'Ecole française d'Extrême Orient

Pueden ser miembros de grupos como:
- American Oriental Society
- the Royal Asiatic Society of Great Britain and Ireland
- the Société Asiatique (en francés)
- the Deutsche Morgenlāndische Gesellschaft (en alemán)
- Instituto de Indología, de Madrid (España)
- Amigos de India (en español)
- Programa Universitario de Estudios sobre Asia y África (PUEAA) (México)

## Lista de indólogos
La siguiente es una lista de prominentes indólogos calificados académicamente:
| Nombre                        | Año de nacimiento | Año de fallecimiento |
| ----------------------------- | ----------------- | -------------------- |
| S. Krishnaswami Aiyangar      | 1871              | 1947                 |
| Edwin Arnold                  | 1832              | 1904                 |
| Jeannine Auboyer              | 1912              | 1990                 |
| Ervin Baktay                  | 1890              | 1963                 |
| Edward Balfour                | 1813              | 1889                 |
| Arthur Llewellyn Basham       | 1914              | 1986                 |
| Ramakrishna Gopal Bhandarkar  | 1837              | 1925                 |
| Abu Raiján al-Biruni          | 973               | 1048                 |
| Maurice Bloomfield            | 1855              | 1928                 |
| Otto von Bohtlingk            | 1815              | 1904                 |
| Franz Bopp                    | 1791              | 1867                 |
| Georg Bühler                  | 1837              | 1898                 |
| Thomas Burrow                 | 1909              | 1986                 |
| Robert Caldwell               | 1814              | 1891                 |
| Joseph Campbell               | 1904              | 1987                 |
| Henry Thomas Colebrooke       | 1765              | 1837                 |
| Alexander Cunningham          | 1814              | 1893                 |
| Ahmad Hasan Dani              | 1920              | 2009                 |
| Alain Daniélou                | 1907              | 1994                 |
| James Darmesteter             | 1849              | 1894                 |
| Paul Deussen                  | 1845              | 1919                 |
| V. R. Ramachandra Dikshitar   | 1896              | 1953                 |
| Anquetil Duperron             | 1731              | 1805                 |
| Julius Eggeling               | 1842              | 1918                 |
| Murray Barnson Emeneau        | 1904              | 2005                 |
| Jean Filliozat                | 1906              | 1982                 |
| Duncan Forbes                 | 1798              | 1868                 |
| Ralph T. H. Griffith          | 1826              | 1906                 |
| Hermann Gundert               | 1814              | 1893                 |
| P. T. Srinivasa Iyengar       | 1863              | 1931                 |
| Hermann Jacobi                | 1850              | 1937                 |
| Pierre Johanns                | 1882              | 1955                 |
| William Jones                 | 1746              | 1794                 |
| Pandurang Vaman Kane          | 1880              | 1972                 |
| Arthur Berriedale Keith       | 1879              | 1944                 |
| Ferdinand Kittel              | 1832              | 1903                 |
| F. B. J. Kuiper               | 1907              | 2003                 |
| Colin Mackenzie               | 1753              | 1821                 |
| John Hubert Marshall          | 1876              | 1958                 |
| Arthur Anthony McDonell       | 1854              | 1930                 |
| James Mill                    | 1773              | 1836                 |
| John Muir                     | 1810              | 1882                 |
| Max Müller                    | 1823              | 1900                 |
| Hermann Oldenberg             | 1854              | 1920                 |
| Frederick Eden Pargiter       | 1852              | 1897                 |
| Rudolf Roth                   | 1821              | 1893                 |
| Mahapandit Rahul Sankrityayan | 1893              | 1963                 |
| K. A. Nilakanta Sastri        | 1892              | 1975                 |
| August Wilhelm Schlegel       | 1767              | 1845                 |
| Dasharatha Sharma             | 1903              | 1976                 |
| Fyodor Shcherbatskoy          | 1866              | 1942                 |
| Vincent Arthur Smith          | 1848              | 1920                 |
| Mark Aurel Stein              | 1862              | 1943                 |
| Kashinath Trimbak Telang      | 1850              | 1893                 |
| Paul Thieme                   | 1905              | 2001                 |
| D. C. Varshney                | 1933              | 2000                 |
| Albrecht Weber                | 1825              | 1901                 |
| Mortimer Wheeler              | 1890              | 1976                 |
| Charles Wilkins               | 1749              | 1836                 |
| Monier Monier-Williams        | 1819              | 1899                 |
| Horace Hayman Wilson          | 1786              | 1860                 |
| Moriz Winternitz              | 1863              | 1937                 |
| Heinrich Zimmer               | 1890              | 1943                 |
| Kamil Zvelebil                | 1927              | 2009                 |

Vivos
| Nombre                     | Universidad                                                                                           | Año de nacimiento                                  |
| -------------------------- | --- | -------------------------------------------------- |
| Maria Krzysztof Byrski     | Universidad de Varsovia, Universidad Hindú de Benarés                                                 | 1937                                               |
| Gita Dharampal-Frick       | Universidad de Heidelberg                                                                             | 1952                                               |
| Koenraad Elst              | |                                                    |
| George L. Hart             | Universidad de California en Berkeley                                                                 |                                                    |
| Bhadriraju Krishnamurti    | Universidad Osmania                                                                                   | 1928                                               |
| Iravatham Mahadevan        | Indian Council of Historical Research                                                                 |                                                    |
| Axel Michaels              | Universidad de Heidelberg                                                                             | 1949                                               |
| Jeffrey Moussaieff Masson  | | 1941                                               |
| Asko Parpola               | Universidad de Helsinki (emérito)                                                                     | 1941                                               |
| Romila Thapar              | Jawaharlal Nehru University (emérita)                                                                 | 1931                                               |
| Alexis Sanderson           | | All Souls College, Universidad Oxford              |
| Ram Sharan Sharma          | Founding Chairperson of Indian Council of Historical Research; profesor emérito, Universidad de Patna | 1919                                               |
| Dr. Surendra Kaur Varshney | | 1944                                               |
| Michael Witzel             | Universidad Harvard                                                                                   | 1943                                               |
| Stanley Wolpert            | | Universidad de California en Los Ángeles (emérito) |